# Eupithecia aradjouna
Eupithecia aradjouna är en fjärilsart som beskrevs av Brandt 1938. Eupithecia aradjouna ingår i släktet Eupithecia och familjen mätare. Inga underarter finns listade i Catalogue of Life.